# Emilio Butragueño
Emilio Butragueño Santos kendt som El Buitre (Gribben) (f. 22. juli 1963) er en spansk tidligere fodboldspiller, der i Danmark er kendt for sine fire mål i 5-1-sejren over Danmarks landshold ved VM i 1986 i Mexico.
I 1981 kom han til Real Madrids andethold,Castilla CF, hvor han spillede til 1983, hvor han blev forfremmet til Real Madrids førstehold. Han spillede i Madrid til 1995, hvor han skiftede til Atlético Celaya i Mexico. I 1998 stoppede han sin aktive karriere. I en kort overgang herefter var han vicepræsident i Real Madrid.
I perioden 1984-1994 spillede han 69 landskampe for Spanien og scorede 26 mål, heriblandt de fire mod Danmark.